# Andrea Caroppo
Andrea Caroppo, né le 26 juin 1979 à Poggiardo, est un avocat et un homme politique italien, membre de Forza Italia.

## Biographie
Il est élu député européen en mai 2019.
Le 25 septembre 2022, il est élu député des Pouilles.